# Чавес, Хорхе
Хо́рхе «Ге́о» Ча́вес (исп. Jorge "Geo" Chávez, полное имя — Хо́рхе Анто́нио Ча́вес Да́ртнель (исп. Jorge Antonio Chávez Dartnell); 1887—1910) — перуанский лётчик, первым в мире перелетевший на самолёте через Альпы.

## Биография

### Ранние годы
Родился 13 июня 1887 года в Париже. Его отец, перуанский банкир Мануэль Гаспар Чавес, и мать, Мария Роса Рамона Дартнель, эмигрировали во Францию в 1884-м, после начала войны с Чили, и осели в Париже. В 1908 году Хорхе получил инженерное образование, окончив Парижскую школу электричества и промышленной механики.

### Карьера
В 1909 году, когда знаменитый лётчик Луи Блерио перелетел через Ла-Манш, Хорхе Чавес увлёкся авиацией. В следующем 1910 году он окончил лётную школу, основанную Анри и Морисом Фарманами, и получил лицензию на пилотирование аэроплана. 28 февраля 1910 года в Реймсе он совершил свой первый полёт. Затем Чавес участвовал в нескольких соревнованиях по авиации во Франции и других европейских странах. 8 августа 1910 года в Блэкпуле, Англия, он на своём моноплане Blériot поднялся на высоту 1647 м над землёй (или 5405 футов), что сделало его знаменитым. А 6 сентября во французском Исси он улучшил рекорд, достигнув высоты 2680 м.

### Гибель
Окрылённый успехами, Чавес задумал первым в мире на самолёте перелететь через Альпы. Кроме желания прославиться, к этому его подстегнул приз в 20 тысяч долларов, обещанный аэроклубом Италии первому пилоту, совершившему такой перелёт и оставшемуся при этом в живых. После нескольких дней задержки из-за плохой погоды, 23 сентября 1910 года Чавес взлетел в Рид-Бриге, Швейцария, проложив маршрут через перевал Симплон. Перед отбытием он сказал: «Что бы ни случилось, меня найдут на другой стороне Альп». 51 минуту спустя он прибыл в место назначения — итальянский городок Домодоссола, но аэроплан при посадке потерпел крушение. Возможно, самолёт был повреждён раньше и не очень хорошо отремонтирован, что привело к его поломке в условиях сильных горных ветров. Чавес получил серьёзные травмы, но находился в сознании. Его доставили в госпиталь San Biaggio в Домодоссоле. Там отважного пилота официально объявили победителем соревнования и вручили ему телеграммы, пришедшие со всего света, в которых Чавеса поздравляли с его достижением. Также лётчика посетил президент аэроклуба Италии. В больнице Чавес успел дать последнее в своей жизни интервью другу-журналисту Луиджи Бардзини, в котором рассказал обо всех деталях полёта. После неудачного приземления он прожил четыре дня и 27 сентября скончался из-за большой кровопотери. По свидетельствам его товарища, лётчика Хуана Бьеловучича (Juan Bielovucic), последними словами Хорхе Чавеса были: «Выше, всегда выше».

## Наследие
Смерть Чавеса вызвала большое потрясение в мире авиации. В Рид-Бриге и Домодоссоле, начальной и конечной точках его последнего полёта, были установлены памятники, посвящённые ушедшему пилоту. В Перу Чавес стал символом для всех организаций, имеющих отношение к авиации, в том числе и для Военно-воздушных сил. Первоначально Хорхе похоронили во Франции, но затем, в 1957 году, его останки были переданы Перу; в настоящее время они покоятся в Доме офицеров Военно-воздушных сил страны на базе Лас-Пальмас.
Международный аэропорт Лимы, столицы Перу, открытый в 1960 году, назвали в его честь. Точная копия моноплана Blériot XI, на котором летал Чавес, до сих пор демонстрируется в помещении аэровокзала.
Так как Чавес летал на французских аэропланах, сформировался как лётчик во Франции и был популярен в этой стране, одна из улиц Парижа, расположенная в 20-м округе города, также была названа его именем.
Чавес как действующее лицо появляется в сценах, изображающих его трагический перелёт через Альпы в романе Джона Бёрджера «G». Произведение было опубликовано в 1972-м и в том же году завоевало Букеровскую премию.

## Галерея

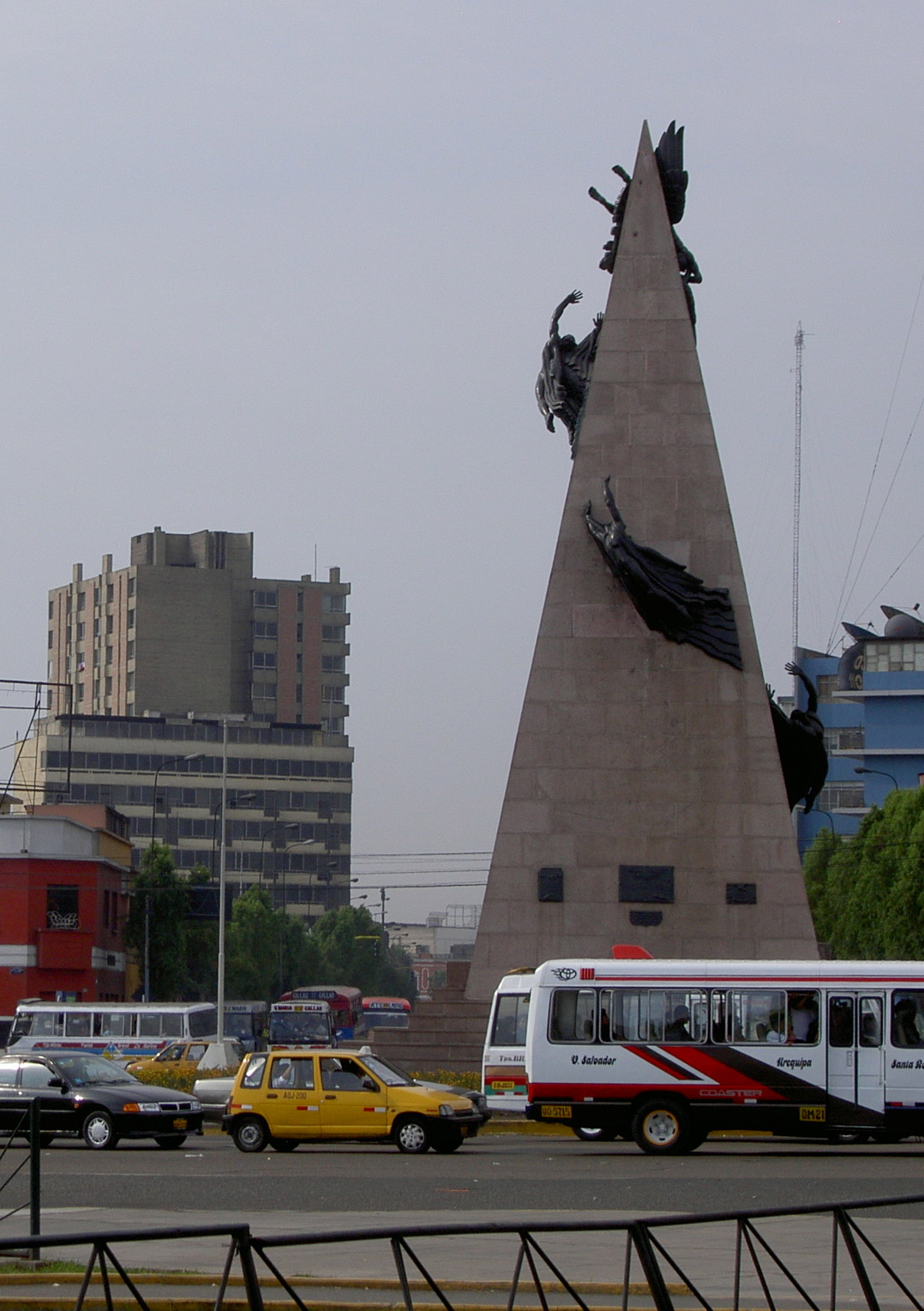
Памятник Хорхе Чавесу в Лиме, Перу
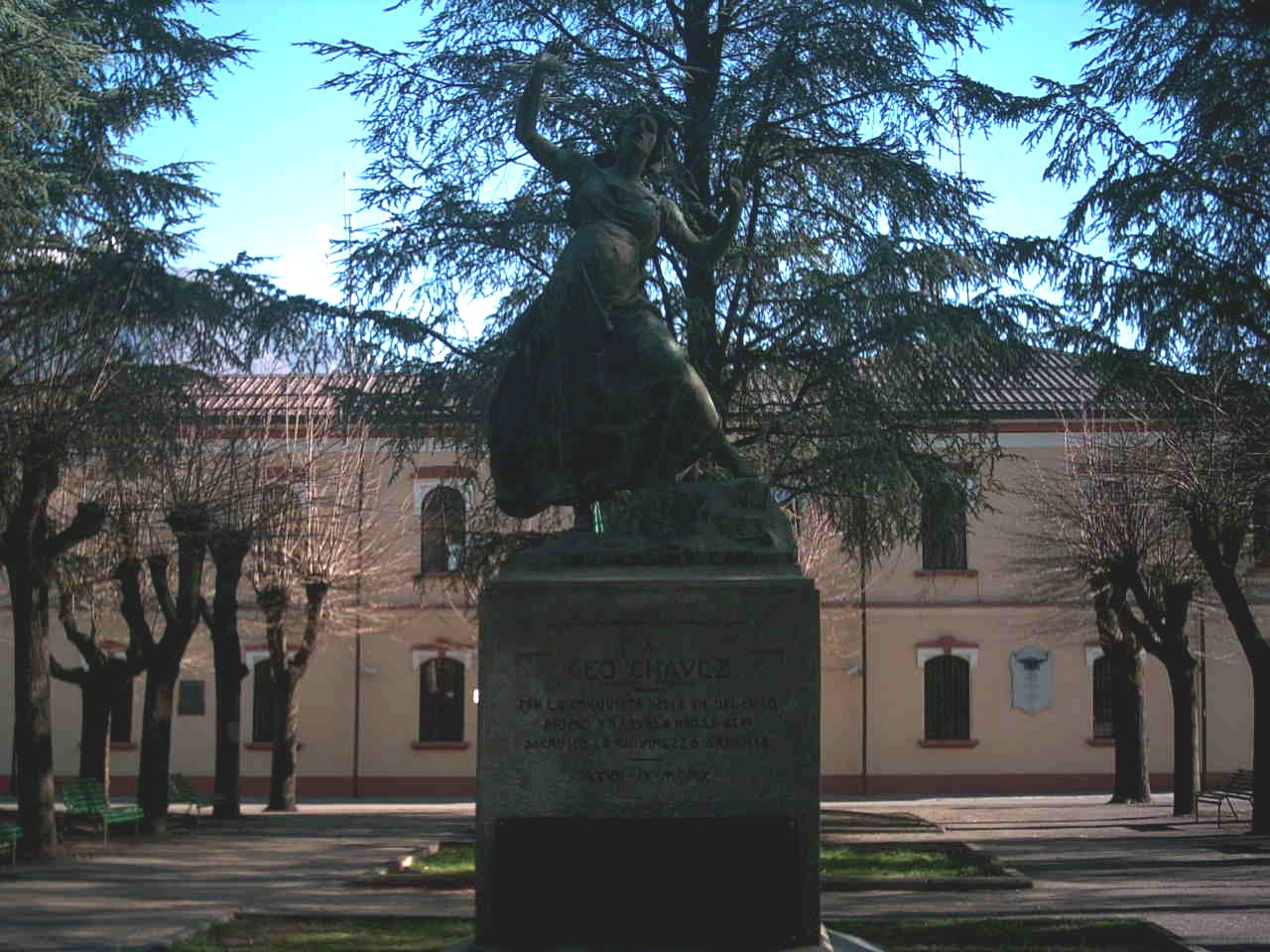
Памятник Хорхе Чавесу в Домодоссоле, Италия
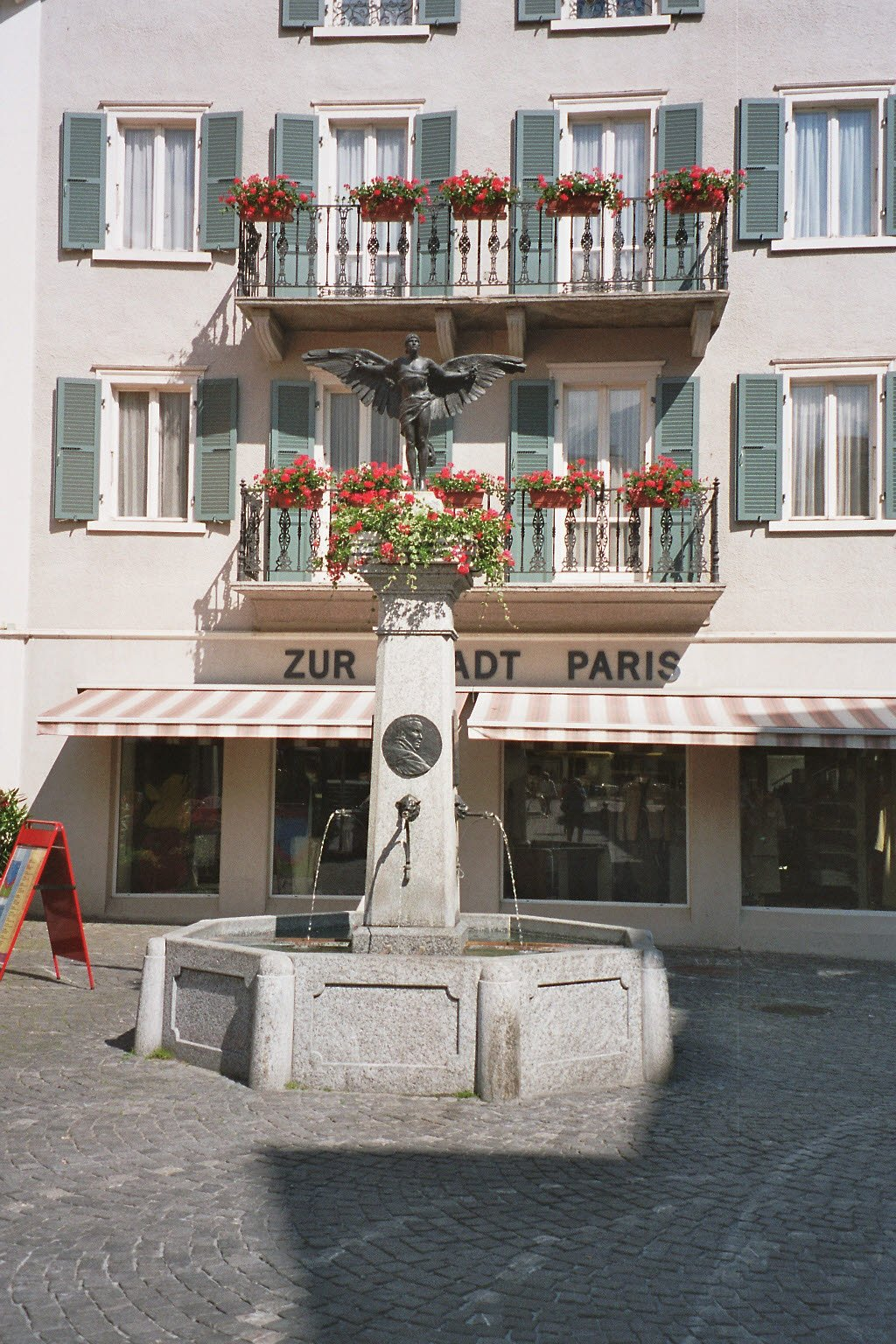
Памятник Хорхе Чавесу в Рид-Бриге, Швейцария